# Gerhard V. (Jülich)
Gerhard V. von Jülich (* vor 1250; † 29. Juli 1328; nach anderer Zählung: Gerhard VII.) war von 1297 bis zu seinem Tod Graf von Jülich.

## Leben
Gerhard war ein Sohn von Graf Wilhelm IV. von Jülich und dessen Ehefrau Richarda von Geldern, einer Tochter von Graf Gerhard IV. von Geldern.
Gerhard folgte seinem Bruder Walram als Graf von Jülich, unterstützte König Adolf von Nassau 1298 in der Schlacht bei Göllheim, unterwarf sich König Albrecht I. und behielt alle Reichslehen. Er half ihm 1300 gegen die rheinischen Kurfürsten, was auch seinen Interessen in Hinblick auf Köln entgegenkam und gewann unter anderem die Flusszölle Kaiserswerth, (Mönchen-)Gladbach, Kessel-Grevenbroich, Rheydt, Münstereifel/Bergheim und Müllenark. Er unterstützte 1313 im Thronkrieg Ludwig IV. von Bayern und ermöglichte dessen Krönung in Aachen gegen den Willen des Erzbischofs von Köln.

## Nachkommen
Gerhard heiratete in erster Ehe eine Tochter des Grafen Wilhelm von Kessel. In zweiter Ehe heiratete er Elisabeth von Brabant-Arschot, Tochter des Grafen Gottfried. Dieser Ehe entstammten folgende Nachkommen:
- Wilhelm V.(I.) († 26. Februar 1361), 1328 Graf, 1336 Markgraf, 1356 Herzog von Jülich
- Marie († 1353), ⚭ I Heinrich II. († 1338) Graf von Virneburg, ⚭ II Dietrich VIII. († 7. Juli 1347) Graf von Kleve, ⚭ III Konrad II. von Saffenberg († nach 17. September 1377)
- Elisabeth, ⚭ Johann II. († 1359), Graf von Sayn, ⚭ II Gottfried V. von Hatzfeld († 1371)
- Heinrich, Propst zu Köln (* 1319; † 1334)
- Richardis († 1360), ⚭ Otto IV. Herzog von Niederbayern
- Walram (* 1322; † 14. August 1349), Erzbischof von Köln
- Gottfried († 3. Mai 1335), Herr zu Bergheim

Zu seinen unehelichen Nachfahren zählt Heinrich von Jülich, päpstlicher Gesandter und Domherr in verschiedenen Bistümern.